# ياسمين شديد الرائحة
ياسمين شديد الرائحة أو ياسمين عطري أو ياسمين أبو ريحة أو ياسمين غرب (الاسم العلمي:Jasminum odoratissimum) هو نوع من النباتات يتبع جنس الياسمين من الفصيلة الزيتونية.